# Wonder Park
Wonder Park es una película estadounidense-española de animación por computadora de aventura y comedia producida por Paramount Animation y Nickelodeon Movies, con Ilion Animation Studios encargándose de la animación. La película cuenta con las voces de Brianna Denski, Matthew Broderick, Jennifer Garner, Ken Hudson Campbell, Kenan Thompson, Ken Jeong, Mila Kunis, John Oliver, Kath Soucie, y Norbert Leo Butz.
La película fue estrenada el 8 de marzo de 2019 por Paramount Pictures. Una serie de televisión basada en la película se estrenará en los príncipos de 2024 en Nickelodeon, lo que la hace que sea la tercera película de animación de Nickelodeon Movies (después de Jimmy Neutrón: El niño genio y La granja) en tener una serie de dibujos animados en dicho canal.

## Sinopsis
June Bailey, una niña con una imaginación brillante, y su madre inventan la historia de Wonderland, un parque de atracciones mágico dirigido por un grupo de animales: Boomer, un gran oso azul que saluda a los invitados; Greta, un jabalí; Gus y Cooper, hermanos castores; Steve, un puerco espín que es el gerente de seguridad del parque y está enamorado de Greta; y Peanut, el líder del parque y un chimpancé que tiene la capacidad de crear atracciones escuchando la voz de la madre de June. la Sra. Bailey (madre de June) comienza a enfermarse y es enviada a recuperación, June comienza a alejarse del País de las Maravillas y quema los planos del parque por frustración. Algún tiempo después, el Sr. Bailey (padre de June) envía a June al campamento de matemáticas, después de interpretar erróneamente una nota de su padre como un grito de ayuda, ella usa a su amigo Banky para crear una distracción en el autobús para escapar y regresar a casa, pero en su lugar encuentra un roto país de las maravillas en el bosque.
El parque está siendo asaltado por una nube llamada Darkness liderada por Laugh Master (Maestro de las Risas en Latinoamérica), antiguo asistente de Peanut; June y los animales intentan arreglar el mecanismo del parque, pero son atacados por Chimpanzombies, los antiguos juguetes de peluche del parque, llegan con dos cuervos quienes consideran a June como una diosa. En el caos, June encuentra a tres  dakotoraptores voladores llamados Gavin y sus hijos Roger y Jemaine (Quienes aparecieron en Ice Age: Collision Course quienes llevan a June con los animales pero Laugh Master hace que Roger se lastime y June se separa de los animales y se encuentra en una cámara flotante conocida como Zero-G Land.
Allí, June encuentra a Peanut escondiéndose de la Oscuridad y confiesa que se sintió perdido después de que dejó de escuchar la voz en su cabeza, esto lleva a June a darse cuenta de que la Oscuridad fue creada por ella misma como resultado de su cinismo por la enfermedad de su madre, los Chimpanzombies se rompen adentro y toma a Peanut como su prisionero, pero June logra escapar.
June vuelve corriendo hacia los animales para decirles que encontró a Peanut, pero también confiesa que ella es responsable de la Oscuridad. Sintiéndose molestos por esta revelación, la abandonan. Después de darse cuenta de la parte del plano y darse cuenta de que ella misma ha sido capaz de crear las ideas para el parque, June logra arreglar una de las atracciones para alcanzar a los animales y llegar a la mecánica del parque pero cae en un agujero.
Y se encuentra con un Pteropodidae y su novia Maggie quienes eran encargados de la casa del terror, cantan diciendo que June se enfrente a Darkness y se repita "Soy la magia de Wonderland Park" También explica por qué creó la oscuridad, y al ver que realmente quiere ayudar, los animales reforman el equipo para salvar a Peanut y Wonderland.
Más tarde van a la rueda de la fortuna pero Boomer se asusta y aun más cuando Barry de Bee Movie y Flik de Bichos: Una aventura en miniatura molestan a Boomer y él se cae hacia las pendientes, así que June y los otros se suben y Steve parodia a Doh de  Homero Simpson de Los Simpson
La pandilla encuentra que los chimpancés se llevan a Peanut para ser absorbidos por la oscuridad. Los animales se defienden mientras June se apresura a salvar a Peanut saltando al vacío. Ella le promete que proporcionará la voz de su imaginación, y que no debe dejar que la Oscuridad se apodere de él, dándole la idea de deslizarse fuera de las pajitas flexibles para escapar. Mientras la pandilla y Peanut montan el tobogán para evitar a los chimpancés, June se da cuenta de que la mecánica del parque es su nombre escrito en cursiva, al igual que la pieza del plano. Con la ayuda de Peanut, consiguen que la mecánica vuelva a funcionar utilizando su nombre para mover los engranajes y despejan el País de las Maravillas de la Oscuridad, Laugh Master amenaza a los animales con comerse a June si no se detienen pero Gavin, Roger y Jemaine  aparecen y empujan a Laugh Master y es absorbido por la tormenta. Una nube permanece sobre el parque, a lo que June interpreta como un recordatorio para seguir siendo imaginativo.
June regresa a casa y con ella, una curada señora Bailey, y establecen un país de las maravillas en su patio trasero. June luego comparte con otros niños la historia de Wonderland.

## Reparto
- Brianna Denski como June Bailey.
  - Sofía Malí como June joven.
- Ken Hudson Campbell (Estados Unidos), Tom Baker (Reino Unido) como Boomer.
- Jennifer Garner como Sra. Bailey
- Matthew Broderick como Sr. Bailey
- Kenan Thompson (Estados Unidos), Joe Sugg (Reino Unido) como Gus.
- Ken Jeong (Estados Unidos), Caspar Lee (Reino Unido) como Cooper.
- Mila Kunis como Greta.
- John Oliver como Steve.
- Oev Michael Urbas como Banky.
- Norbert Leo Butz como Peanut.
- Ving Rhames como Gavin
- Richard Ayoade como Roger
- Jennifer Lopez como Grace
- Justin Timberlake como Bat Pat
- Keke Palmer como Maggie
- Kevin Chamberlin como el Tío Tony.
- Kate McGregor-Stewart como la tía Albertine.
- Kath Soucie como la consejera del autobús Shannon.

## Producción
La producción de Wonder Park se inició en septiembre de 2014. En junio de 2015, se reveló que el estudio español Ilion Animation Studios produciría la animación totalmente en 3D de la película. En noviembre de 2015, Paramount Animation anunció oficialmente que el proyecto originalmente sería titulado Amusement Park, con el animador Dylan Brown en el frente. Las voces de la película serían proporcionadas por Matthew Broderick, Jennifer Garner, Ken Hudson Campbell (originalmente Jeffrey Tambor), Kenan Thompson, Ken Jeong, Mila Kunis, y John Oliver.
En enero de 2018, se anunció que el director Brown fue despedido de la producción por Paramount Pictures tras una investigación sobre las denuncias de "conducta inapropiada y no deseada". No se anunció un reemplazo como el director de la película en ese momento. David Feiss, Clare Kliner, y Robert Iscove más tarde fue anunciado como reemplazo de Brown. En abril de 2018, el título de la película fue cambiado de Amusement Park a Wonder Park.

## Estreno
Wonder Park fue estrenada el 15 de marzo de 2019, por Paramount Pictures en 3D. La película originalmente iba a ser estrenada el 22 de marzo de 2019. En enero de 2017, fue trasladada desde su fecha de estreno original el 22 de marzo de 2019 hasta el 13 de julio de 2018. Unos meses más tarde, fue atrasada del 13 de julio de 2018 al 10 de agosto de 2018, y en agosto de 2017, fue atrasada de nuevo para una fecha final del 10 de agosto de 2018 hasta el 15 de marzo de 2019.

### Marketing
El 9 de julio de 2018, el primer teaser tráiler fue lanzado, y se proyectó en salas de cine junto a Hotel Transylvania 3: Summer Vacation y Christopher Robin. El primer póster oficial fue lanzado el 30 de octubre de 2018. El segundo tráiler fue lanzado dos semanas después, el 13 de noviembre. El tercer y final tráiler fue lanzado semanas después, incluyendo un comercial de 30 segundos durante el Super Bowl LIII.

## Serie de televisión
Antes del estreno de la película, Paramount Animation anunció que una serie de televisión basada en la película se estrenaría en el año 2020 en Nickelodeon después de la película, lo que la hace la tercera película de animación de Nickelodeon Movies en tener una serie de televisión luego de su película llamado Adventures in Wonder Park, después de Jimmy Neutrón: El niño genio y La granja, también haciéndola la primera serie de televisión de Paramount Animation.